# Гражданская улица (Торжок)
Гражда́нская улица — улица в историческом центре Торжка. Проходит на запад от площади Пушкина до Конной улицы и 3-го переулка Бакунина. Частично сохраняет историческую застройку XVIII—XIX вв.

## История
Улица известна с начала XIX века под названием Егорьевская, позднее — Георгиевская. Название было дано по церкви Георгия (Егория) Победоносца. В марте 1919 года в рамках замены церковных названий улица переименована в Гражданскую, название дано по идеологическим соображениям. Историческая застройка чётной стороны улицы в основном была уничтожена в 1941 году при бомбардировках немецкой авиацией, после войны разбит сквер.

## Примечательные здания и сооружения
По нечётной стороне

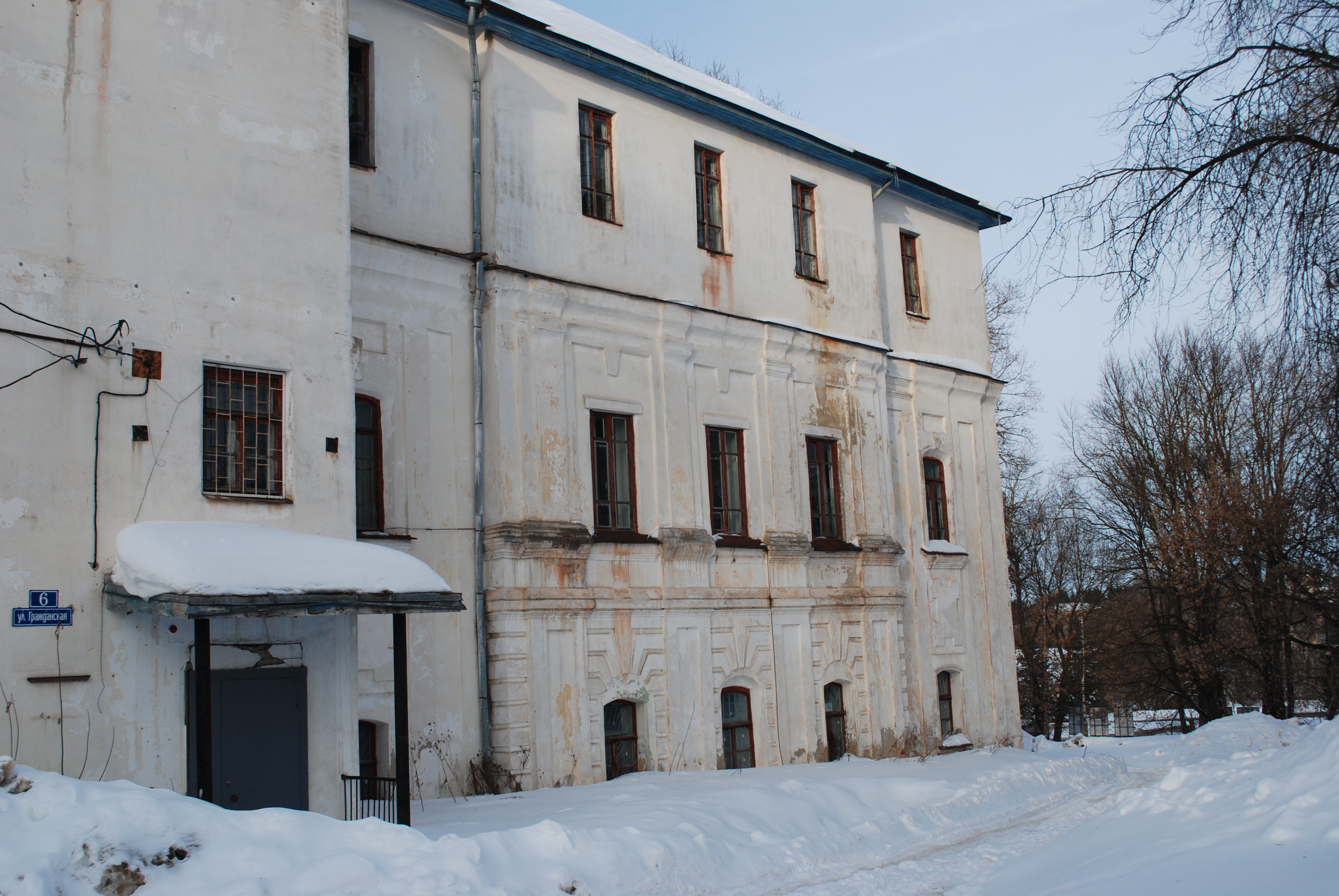
Перестроенная Знаменская церковь

- № 1 — жилой дом, XIX век, выявленный объект культурного наследия.
- № 3 — жилой дом, XIX век, объект культурного наследия регионального значения.
- № 5 — гимназия № 2, ранее «школа Вильямса» (о её постройке ходатайствовал В. Р. Вильямс), основана в 1939 году[2].
- № 7-9 — бывшая усадьба (главный дом, два флигеля, ограда с воротами), середина XIX века, объект культурного наследия регионального значения.

По чётной стороне
- № 2 — бывшая Георгиевская церковь, 1692 год, перестраивалась в 1805 году, объект культурного наследия федерального значения, закрыта в 1934 году[1].
- № 6 — бывшая Знаменская церковь, 1784 год, объект культурного наследия федерального значения.
- Мемориал погибшим в годы Великой Отечественной войны.